# Pisco (ital)
A pisco egy Peruban és Chilében készített borpárlat. Színe áttetsző, alkoholtartalma 40% körüli. Neve a kecsua nyelvből ered, a szó jelentése „madár”: erről a szóról először Pisco település kapta a nevét, majd a városról a párlat.
Amellett, hogy koktélokhoz is használják, fogyasztják tisztán is, leginkább a pálinkáspohárhoz hasonló kisméretű poharakból vagy féldecis agyagpohárból.

## Készítése
A piscónak két fő típusa van: az aromatikusat leginkább Italia, alexandriai muskotály vagy torontel szőlőből készítik, míg a nem aromatikushoz leggyakrabban az uva quebranta nevű szőlőt használják, ami nem más, mint a spanyolok által Dél-Amerikába behozott kékszőlő helyi viszonyokhoz genetikailag alkalmazkodott változata. Emellett létezik még az úgynevezett acholado típus, ami különböző szőlők keverékéből készül, illetve a legdrágább, a mosto verde, amelynek a nem teljes erjesztés miatt van maradékcukor-tartalma is. Mintegy 7 kg szőlő kell ahhoz, hogy a végeredmény 1 liter pisco legyen.
A szőlőt akkor szüretelik le, amikor már nagyon megérett, és cukortartalma legalább 12 fok. A gyümölcs ledarálása után az összezúzott bogyók kivételével a szőlő minden részét el kell távolítani a léből, mert azok keserűvé tennék a végterméket. Az erjedés a hőmérséklettől függően 8–12 napig tart, majd jön a lepárlás. Ha ehhez alambique eszközt használnak, akkor a folyamat 4 óráig tart. Először az előpárlat jelenik meg, majd később jön a cuerpo („test”) nevű fázis, végül marad a colas, vagyis a „farka”, amit szintén el szoktak távolítani, csak a középső fázist használják.
A párlatot nem érlelik tölgyfahordóban, hanem pisquera nevű agyagedényekbe töltik, és ott hagyják állni 2–4 hónapig.

## Chile és Peru vitája a piscóról

A pisco név elismertsége világszerte

Chile és Peru versengése, szembenállása régi eredetű. Ezen versengés egyik megnyilvánulása a pisco eredetéről szóló vita: mindkét ország sajátjának vallja az italt, és világszerte saját igazának elismerésére törekszik. Számos ország csak az egyik vagy csak a másik javára döntött, míg sokan, köztük például Magyarország is, mindkét országénak elismeri a pisco elnevezést.
Mindkét országban azt mondják, náluk már évszázadok óta készítik ezt a párlatot, bár a peruiak szerint a chileiek írásos dokumentumokat erről nem tudnak felmutatni, ráadásul a névadó, Pisco városa is Peruban található. A chilei vélemény azonban az, hogy bizonyíték van arra, hogy a rézércben gazdag országban már régóta készítettek lepárlóberendezéseket (alambiquéket), amelyek segítségével a piscót előállították. Pablo Lacoste történész még egy könyvet is írt El pisco nació en Chile, azaz „A pisco Chilében született” címmel, ebben pedig leírja, hogy az Elqui-völgyben található La Torre hacienda 1720-as években készült leltárjában már megtalálhatók a lepárláshoz szükséges eszközök; szerinte a pisco elnevezés is ebből a völgyből ered. A peruiak eközben azt mondják, az ital náluk 1550 tájéka óta, a megfelelő szőlőfajták Amerikába való behozatala óta készül, de híressé csak a 19. század közepén vált, amikor a kaliforniai aranyláz során abban a térségben jelentős népességnövekedés következett be, a sok új lakó pedig nagy mennyiségben fogyasztotta a piscót. Ez azért lehetett így, mert a közúti szállítás ebben az időben még szinte lehetetlen volt, a karibi térségből származó rum pedig (mivel a Panama-csatorna ekkor még nem létezett) hajóval csak a teljes kontinens megkerülésével lett volna Kaliforniába szállítható, így közelebbi helyeken, dél-amerikai kikötővárosokban tettek fel hajóikra italokat: a peruiak szerint az utolsó kikötő Pisco városa volt. Kaliforniában ekkor külön Pisco Bar és Pisco Lounge nevű helyek is működtek, a legkedveltebb koktél pedig a piscót és ananászt tartalmazó pisco punch volt, amelyet a Bank Exchange nevű bárban készítettek. Aztán a salétromháború során Chile vereséget mért Perura, a perui exportlehetőségek lecsökkentek, vulkánkitörések és földrengések hátráltatták a gazdasági fejlődést, 1968-ban pedig Juan Velasco Alvarado puccsot hajtott végre az országban, és miután átvette a hatalmat, a szőlőföldeket kis darabokra osztva szétosztotta az emberek között, akik megélhetésük érdekében a tőkéket kivágták, inkább krumplit és maniókát ültettek a területeken, így a piscogyártás szinte teljesen megszűnt. A peruiak álláspontja szerint Chile ezt kihasználva tudta saját termékeként világszerte sok helyen ismertté tenni a piscót. Manapság Chile lakosságának mintegy 80%-a fogyaszt rendszeresen piscót, míg Peruban ugyanez az arány mindössze 10%.
Egy anekdota szerint egy alkalommal a limai kormánypalotában Alan García perui és Sebastián Piñera chilei elnök találkozott, és a házigazdák a piscóból készült jellegzetes, de kimondottan perui koktélt, pisco sourt kínáltak fel a vendégnek. Erre ő feltette a kérdést: „Tudják önök, hogy kié a pisco?” – majd a kérdés után eluralkodott meglepődöttséget azzal oldotta fel, hogy rögtön meg is válaszolta saját kérdését: „A pisco azé, aki megissza!”.

## Koktélok piscóból
A pisco többféle koktél összetevőjeként használható, például:
- Perú Libre: pisco, kóla és citromlé
- Carajazo (Spanyolországban carajillo): frissen főzött kávé és pisco
- Pisco sour: pisco, jég, tojásfehérje, glükózszirup, citromlé[forrás?]

## Képek

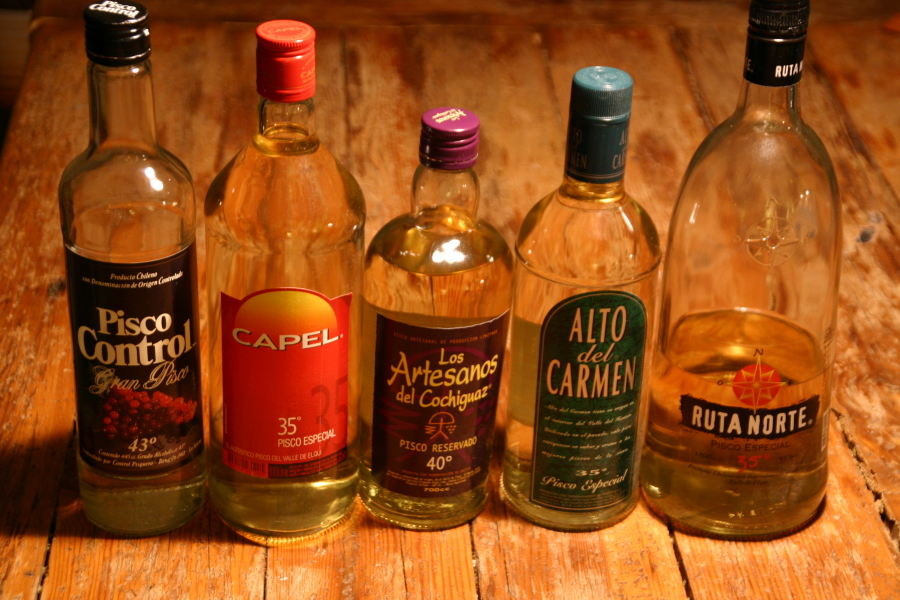
Chilei piscók
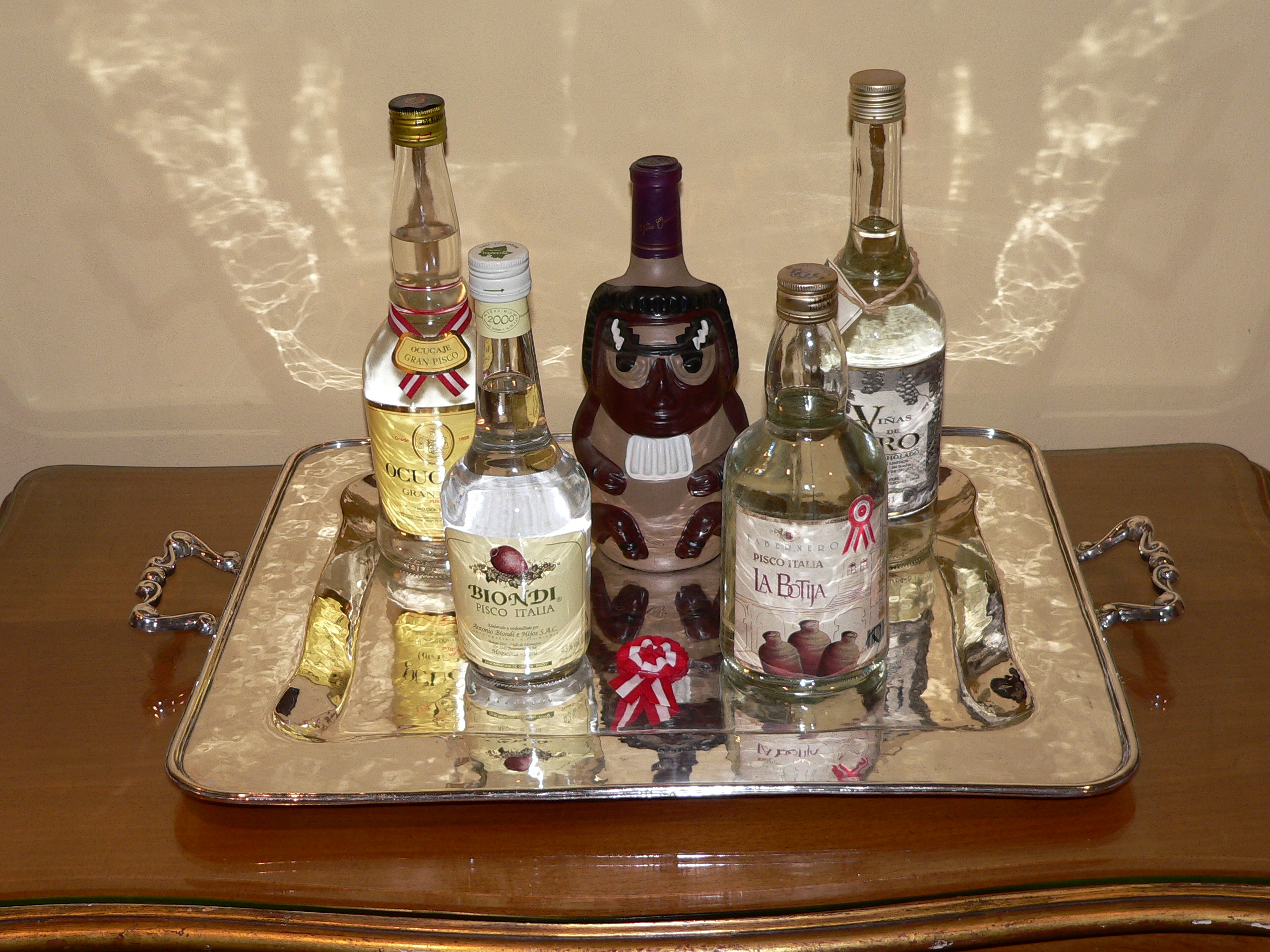
Perui piscók
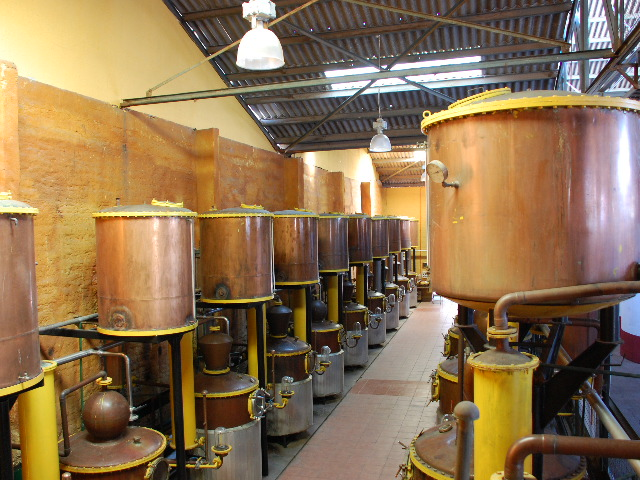
Piscólepárló Chilében
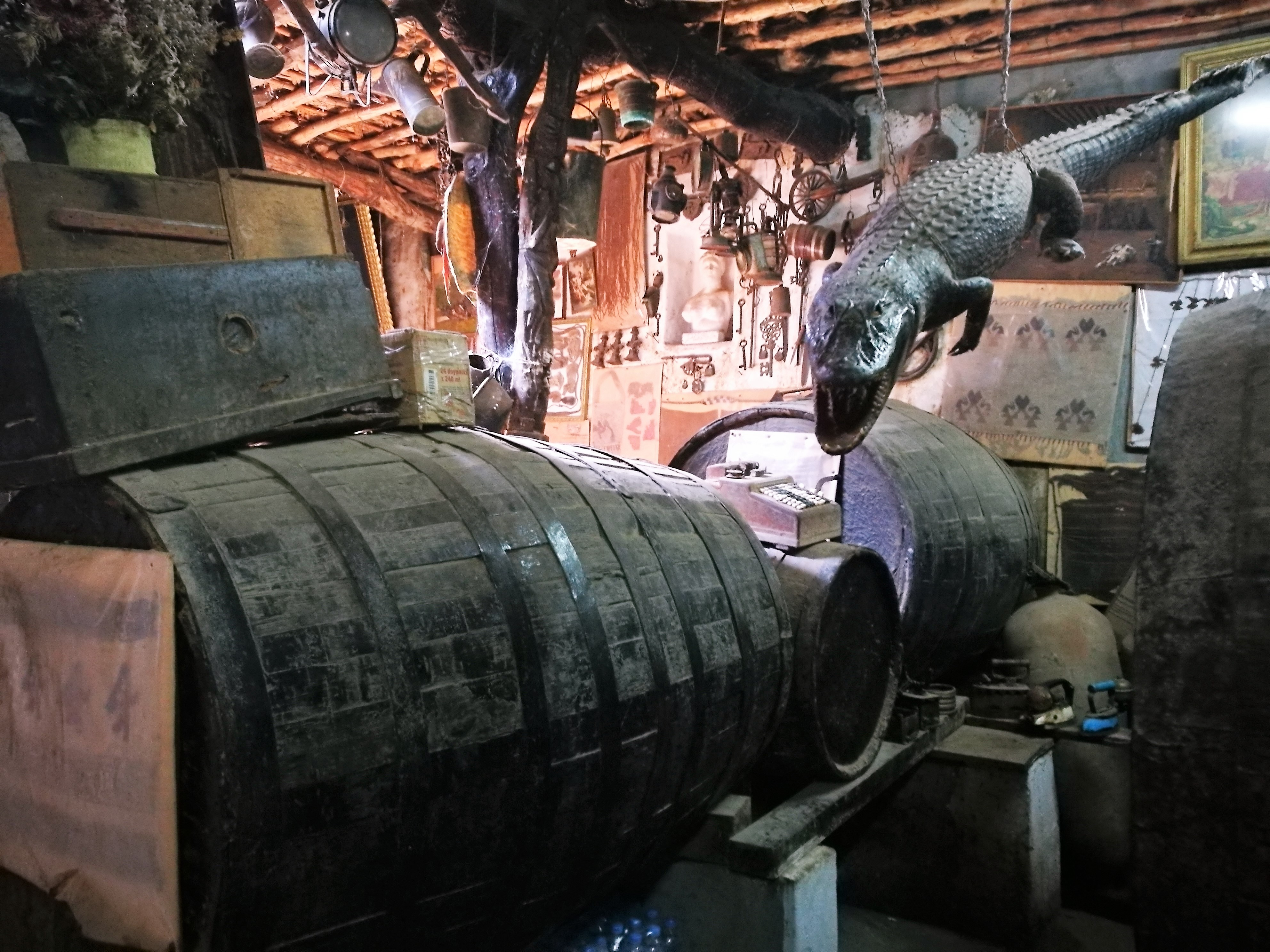
Régi eszközök egy perui lepárlóban